# Comté de Conflent
 (décembre 2019).

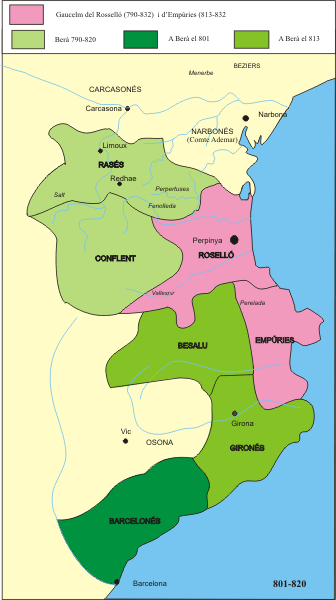
Situation de Conflent dans la partie orientale de la marche d’Espagne.

Le comté de Conflent était un comté catalan du Moyen Âge faisant partie de la Marche d'Espagne. Il est situé dans l’actuel Catalogne Nord (Pyrénées-Orientales).
Il correspond historiquement à la vallée de la Têt (Tet en catalan) et ses alentours entre Rodès et Mont-Louis (Montlluís). En amont, c'est la Cerdagne (Haute-Cerdagne), en aval, le Ribéral (Riberal).
Sa capitale est Prades (Prada). Le Conflent est dominé par le Canigou (Canigó).

## Origines

### Époque romaine
À l'Époque romaine, Conflent était un pagus dépendant de la ville de Ruscino.

### Création du comté de Conflent
Avec la christianisation du IVe siècle, le Conflent fut rattaché à l’évêché médiéval d’Elne (Elna). 
Dans la première moitié du IXe siècle, le Conflent est lié au comté de Razès par le comte Berà, plus tard aussi comte de Barcelone.
De 860 à 870, le comté fit partie du domaine du comte Salomon d'Urgell-Cerdagne. Néanmoins en 870, Charles le Chauve donna le comté au comte Miron Ier le Vieux (aussi comte de Capcir et Fenouillèdes, territoires issus du Razès, après 874).

## Le rattachement à la Cerdagne
Louis le Bègue nomma Miron le Vieux comte de Roussillon en 878 alors que son frère Guifred le Velu fut nommé comte de Barcelone et Comte de Gérone. À la mort de Miron en 896, son frère Guifred hérita du comté de Conflent.
Le titre de comte passa à Miron II de Cerdagne (comte de Cerdagne, Berga, Fenouillèdes, Capcir et Besalú) à la mort de Guifred. Le Conflent resta rattaché à la Cerdagne jusqu'à la fin du Xe siècle.
À la mort du comte Oliba Cabreta de Cerdagne en 988, les quatre comtés furent répartis entre ses trois fils :
- Oliva : Ripoll (annexé par Besalú en 1002) et Berga (annexé par Cerdagne en 1002)
- Guifred II : Cerdagne et Conflent
- Bernat Taillefer : Besalú

Au début du XIe siècle, Guifred II de Cerdagne fait construire à Corneilla-de-Conflent ce qui est devenu le château des comtes de Conflent-Cerdagne. Avant de devenir moine en 1035, Guifred fait construire l'abbaye Saint-Martin du Canigou. C'est Guillaume-Raymond qui décide le transfert entre 1088 et 1090 du palais dans une nouvelle ville nommée Villefranche.

## Fin du comté
Avec la mort sans héritier en 1117 du comte Bernat Guillem Jorda, le comté passa au comte Raimond-Bérenger III de Barcelone, cousin de Bernat Guillem Jorda. À partir de 1126, le comté de Conflent disparut définitivement, remplacé par la viguerie de Conflent. Le Conflent passa sous l’égide du comté de Roussillon.

### Articles liés
- Comté de Cerdagne
- Principauté de Catalogne